# Hora Svatého Šebestiána
Hora Svatého Šebestiána é uma comuna checa localizada na região de Ústí nad Labem, distrito de Chomutov.